# LEN European Cup 1983-1984
La LEN European Cup 1983-1984 è stata la ventunesima edizione del massimo trofeo continentale di pallanuoto per squadre di club.
Si sono qualificate alla fase finale otto squadre. È stata disputata una fase a gironi seguita da semifinali e finale a eliminazione diretta.
La Pro Recco ha conquistato il suo secondo titolo europeo superando in finale i campioni d'Olanda dell'Alphen.

## Quarti di finale

### Gironi
| Gruppo A            |
| sede: Berlino Ovest |
| - Pro Recco         |
| - Spandau           |
| - Vasas             |
| - Yüzme Istanbul    |

| Gruppo B        |
| sede: Ragusa    |
| - Alphen        |
| - Barcellona    |
| - Ethnikos      |
| - Jug Dubrovnik |

### Gruppo A
|    | Quarti 1983-1984 | Pti | G | V | N | P | GF | GS | DR  |
| -- | ---------------- | --- | - | - | - | - | -- | -- | --- |
| 1. | Spandau          | 4   | 3 | 2 | 0 | 1 | 36 | 20 | +16 |
| 2. | Pro Recco        | 4   | 3 | 2 | 0 | 1 | 35 | 21 | +14 |
| 3. | Vasas            | 4   | 3 | 2 | 0 | 1 | 40 | 31 | +9  |
| 4. | Yüzme Istanbul   | 0   | 3 | 0 | 0 | 3 | 16 | 55 | -39 |

|  | Spandau   | 17-2 | Yüzme |
|  | Pro Recco | 9-10 | Vasas |

|  | Spandau   | 14-11 | Vasas |
|  | Pro Recco | 19-6  | Yüzme |

|  | Spandau | 5-7  | Pro Recco |
|  | Vasas   | 19-8 | Yüzme     |

### Gruppo B
|    | Quarti 1983-1984 | Pti | G | V | N | P | GF | GS | DR  |
| -- | ---------------- | --- | - | - | - | - | -- | -- | --- |
| 1. | Jug Dubrovnik    | 5   | 3 | 2 | 1 | 0 | 34 | 23 | +11 |
| 2. | Alphen           | 5   | 3 | 2 | 1 | 0 | 36 | 28 | +8  |
| 3. | Barcellona       | 1   | 3 | 0 | 1 | 2 | 25 | 34 | -9  |
| 4. | Ethnikos         | 1   | 3 | 0 | 1 | 2 | 22 | 32 | -10 |

|  | Jug    | 10-6  | Ethnikos   |
|  | Alphen | 12-10 | Barcellona |

|  | Jug    | 13-6 | Barcellona |
|  | Alphen | 13-7 | Ethnikos   |

|  | Jug        | 11-11 | Alphen   |
|  | Barcellona | 9-9   | Ethnikos |

## Semifinali
| Andata | Andata                    | Andata |
| Data   | Gara                      | Ris.   |
| ------ | ------------------------- | ------ |
| ?      | Spandau - Alphen          | 11-9   |
| ?      | Pro Recco - Jug Dubrovnik | 7-6    |

| Ritorno | Ritorno                   | Ritorno | Ritorno |
| Data    | Gara                      | Ris.    | Tot.    |
| ------- | ------------------------- | ------- | ------- |
| ?       | Alphen - Spandau          | 8-5     | 17-16   |
| ?       | Jug Dubrovnik - Pro Recco | 8-9     | 16-15   |

## Finale
| Andata | Andata             | Andata |
| Data   | Gara               | Ris.   |
| ------ | ------------------ | ------ |
| ?      | Alphen - Pro Recco | 10-8   |

| Ritorno | Ritorno            | Ritorno | Ritorno |
| Data    | Gara               | Ris.    | Tot.    |
| ------- | ------------------ | ------- | ------- |
| ?       | Pro Recco - Alphen | 8-5     | 16-15   |

### Campioni
- Pro Recco Campione d'Europa:

Alberto Alberani, Marco D'Altrui, Marco Galli, Sergio Peri, Mario Tixi, Marco Baldineti, Stefano Lagostena, Rinaldo Tronchini, Luigi Castagnola, Paolo Ragosa, Dario Bertazzoli, Mauro Capurro, Andrea Bozzo.

## Fonti
- (EN)  LEN, The Dalekovod Final Four - Book of Champions 2011, 2011 (versione digitale)